# Hort von Jederitz
 Der Hort von Jederitz (heute Ortsteil von Havelberg) im Norden von Sachsen-Anhalt wurde Anfang des 20. Jahrhunderts etwa 1,5 km nordwestlich von Jederitz gefunden. Da in der Literatur sowohl eine Stelle in Ufernähe als auch im Flussbett der Havel genannt werden, lässt sich die Fundstelle nicht nachvollziehen. Den spätbronzezeitlichen Hort erwarb 1912 der Sanitätsrat und Museumsleiter des Prignitz-Museum Richard Hartwich (1860–1936).
Der Hort besteht aus einer Gürteldose mit Deckel, in der sich ein kleiner Armring, die Bruchstücke von zwei größeren Armringen und 38 Zierelemente, sogenannte Tutuli befanden. Die größeren Armringe waren ornamentiert. Der kleine Armring ist aus massiver Bronze mit offenen, übergreifenden Enden. In den Ösen der Tutuli sind Lederreste erhalten, die andeuten, dass die Knöpfe als Gürtelbesatz dienten. Die zylindrische Dose hat 22 cm Durchmesser. Sie hat am oberen Rand zwei rechteckige Henkel. Der Boden ist in der Mitte zur Spitze ausgezogen, die Unterseite ist mit Ornamenten flächig verziert. Aufgrund der Henkel werden Dosen dieser Art als Gürteldosen interpretiert, die am Gürtel getragen wurden. Dabei wurde der Gürtel durch die rechteckigen Ösen gezogen. Die Dose sitzt am Gürtel mit dem verzierten Boden als Schauseite nach vorne. Die Dosen aus der Nordischen Bronzezeit werden hauptsächlich in Frauengräbern gefunden. Sie enthalten Kleingerät und Schmuck und lassen sich als Schmuckbehälter interpretieren. Später werden Hängegefäße überwiegend in Horten gefunden. Form und Ausführung sprechen für eine Entwicklung aus hölzernen Gefäßen.
Die Dose von Jederitz wurde 1935 von Waldtraut Bohm (1890–1969) beschrieben. Demnach datiert die Form die Dose in die Periode III, die Ornamentik und der Doseninhalt, die Tutuli erscheinen jünger, und rücken die Datierung in die Periode V. Diese entspricht etwa 900 bis 700 v. Chr. Frühestens in dieser Zeit wurde die Dose mit Inhalt im Boden (oder im Fluss) deponiert.
Der Fund befindet sich im Besitz des Prignitz-Museums in Havelberg.